# El Colegio de México
El Colegio de México, A.C. (cunoscut sub numele de Colmex) este un prestigios institut mexican de învățământ superior, specializat în instruirea și cercetarea în științe sociale și umaniste. Această instituție a primit Premiul Prințul Asturiei pentru științe sociale în 2001. Biblioteca de la El Colegio de México (Biblioteca Daniel Cosío Villegas) este una dintre cele mai mari biblioteci universitare din Mexic și conține una dintre cele mai importante colecții de materiale de științe sociale și umaniste din America Latină.
Colegiul a fost fondat în anul 1940 de către guvernul federal mexican, Banca Mexicului (Banco de México), Universitatea Națională Autonomă a Mexicului (UNAM), și Fondo de Cultura Económica. După Războiul Civil Spaniol, președintele Mexicului Lázaro Cárdenas a înființat Casa Spaniei din Mexic (1938-1940), pentru a-i găzdui pe intelectualii spanioli care trăiau în exil. Sub conducerea renumitului intelectual Alfonso Reyes, Casa Spaniei a devenit un centru de învățământ superior și a fost redenumit El Colegio de México în 1940. Colegiul funcționează acum în baza unei carte din 1961, care permite instituției să ofere o educație la nivel de colegiu în domeniile științelor umaniste, sociale și politice. În 1976 campusul universității a fost mutat din Colonia Roma (un cartier istoric al orașului México) în spațiul său actual.
Colegiul cuprinde șapte centre universitare separate, care oferă trei programe de studii de licență, șapte programe de masterat și opt programe de doctorat. Campusul este situat într-o clădire construită în acest scop, cu o arhitectură deosebită, la marginea sudică a orașului Ciudad de México, și a fost proiectată de arhitectul mexican Teodoro González de León.

## Istoric

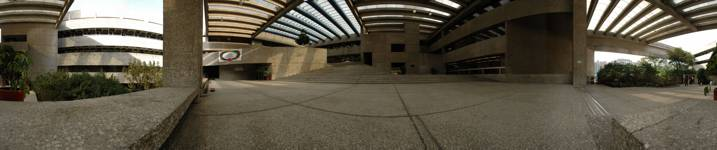
El Colegio de México

Universitatea are la bază o organizație a intelectualilor spanioli exilați în urma Războiului Civil Spaniol numită „Casa de España en México” (Casa Spaniei din Mexic). În martie 1939 președintele Lázaro Cárdenas l-a numit pe Alfonso Reyes la conducerea „Casa de España en Mexico”. Reyes a fost președintele colegiului până la moartea sa. Istoricul Daniel Cosío Villegas a jucat un rol important în organizarea universității, iar biblioteca colegiului îi poartă numele.

## Activitatea academică

### Studenți
|                         | Ciclul I | Ciclul II | Ph. D. |
| ----------------------- | -------- | --------- | ------ |
| Bărbați                 | 57%      | 49%       | 44%    |
| Femei                   | 43%      | 51%       | 56%    |
| Studenți internaționali | 4%       | 12%       | 30%    |

Studenții Colmex sunt formați din 74 de studenți la ciclul I și 369 de studenți la ciclul II, proveniți din diferite zone geografice și lingvistice. 83,5% din studenți provin din Mexic, iar 16,5% din afara țării (inclusiv Statele Unite ale Americii, Franța, Italia și China). Studenții internaționali sunt originari din aproximativ 24 de țări diferite, iar columbienii reprezentau aproximativ o treime din toți studenții internaționali la începutul cursurilor din anul 2011.
Admiterea la studii universitare și postuniversitare de la Colmex este foarte selectivă. El Colegio de México a primit 936 de cereri de admitere în anul 2014 și a aprobat 181 de cereri (18,1%). 87% dintre studenți urmează cursuri de 4 ani.

### Centre de cercetare

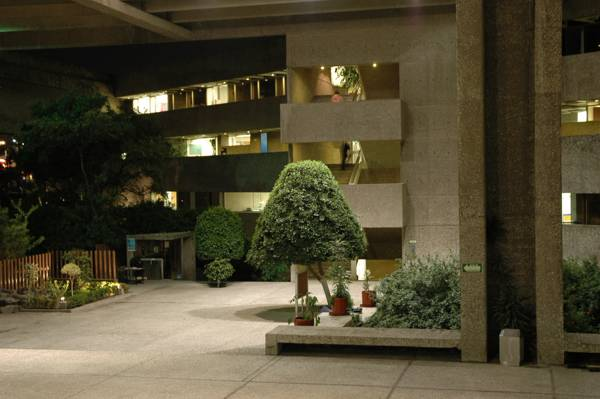
Colegiul văzut noaptea

În anul școlar 2010-2011, El Colegio de México a oferit 19 programe academice în șapte centre universitare, din care 16 erau programe de masterat și doctorat. În ciuda creșterii puternice a numărului de admiteri la universitățile din Mexic, El Colegio de México a menținut un raport scăzut și atrăgătorstudenți-profesori de 2,5:1. Există aproximativ 181 de profesori titulari și 50 de profesori asistenți și invitați care predau la universitate.
| - Centrul de Studii Istorice - Centrul de Studii Literare și Lingvistice - Centrul de Studii Asiatice și Africane - Centrul de Studii Economice | - Centrul de Studii Demografice, Urbanistice și de Mediu - Centrul de Studii Internaționale - Centrul de Studii Sociologice - Biblioteca Daniel Cosío Villegas |

## Persoane notabile
| Alfonso Reyes                       | 1940-1958    |
| Daniel Cosio Villegas               | 1958-1963    |
| Silvio Zavala                       | 1963-1966    |
| Victor Luis Urquidi Bingham         | 1966-1985    |
| Mario Gómez Ojeda                   | 1985-1994    |
| Andres Lira                         | 1994-2005    |
| Francisco Javier Garciadiego Dantán | 2005-2015    |
| Silvia Giorguli Saucedo             | 2015–prezent |

### Profesori și conducători
Intelectuali și oamenii de știință proeminenți au predat la diferite centre ale universității, printre care Alfonso Reyes, Daniel Cosío Villegas, Mario Ojeda Gómez, Victor Urquidi, Luis Unike și Rafael Segovia Canosa. În anul 2010 92% din cei 181 de profesori făceau parte din Sistemul Național de Cercetători (abreviat SNI, în limba spaniolă) al Consejo Nacional de Ciencia y Tecnología (Consiliul Național de Știință și Tehnologie din Mexic).
Printre cei mai cunoscuți profesori ai El Colegio de México sunt Lorenzo Meyer, Mauricio Merinos, Antonio Alatorre; liderii politici Jesús Silva Herzog Flores, Carlos Tello Macías, Natividad González Parás, Porfirio Muñoz Ledo, Bernardo Sepúlveda; oamenii de știință Sergio Aguayo, Soledad Loaeza, Rodolfo Stavenhagen, Luis F. Aguilar Villanueva, Pilar Gonzalbo Aizpuru, Francisco Gil Villegas, Margit Frenk, Francisco Segovia, Saurabh Dube, Gustavo Garza și Martha Schteingart.

### Absolvenți

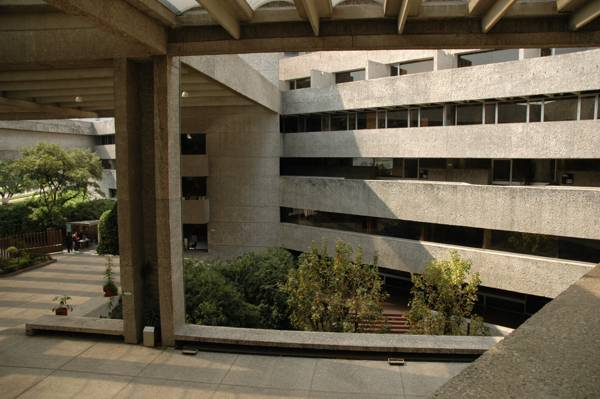

Printre absolvenții El Colegio de México sunt liderii politici mexicani: Marcelo Ebrard, fost șef al guvernului regional din Mexico City; economistul Jaime Serra Puche, membru al guvernelor conduse de Carlos Salinas și Ernesto Zedillo și Sócrates Rizzo, fostul guvernator al statului Nuevo León; diplomații Patricia Espinosa, fost secretar de stat pentru afaceri externe, Arturo Sarukhán, fost ambasador al Mexicului în Statele Unite ale Americii, Claude Heller, ambasadorul Mexicului la ONU, Adolfo Aguilar Zínser, fostul ambasador al Mexicului la Consiliul de Securitate al ONU și senatoarea Rosario Green, secretar de stat pentru afaceri externe în timpul guvernului Zedillo; istoricul Enrique Krauze; scriitorii Pablo Soler Frost și Héctor Aguilar Camín; secretarul de stat al statului mexican Nuevo León și fost vicepreședinte senior al CEMEX Javier Trevino; analistul politic și scriitorul Denise Dresser; actualul președinte al Universității din Salisbury, Maryland Janet Dudley-Eshbach; istoricul Andrés Reséndez; și criticul de artă Lauro Zavala.

## Legături externe
- El Colegio de México